# Aukra
Aukra ist eine Kommune im norwegischen Fylke Møre og Romsdal. Die Kommune hat 3759 Einwohner (Stand: 1. Januar 2025). Verwaltungssitz ist der gleichnamige Ort Aukra. Auf der Hauptinsel Gossa befindet sich eine Verarbeitungsanlage für das Gasfeld Ormen Lange.

## Geografie

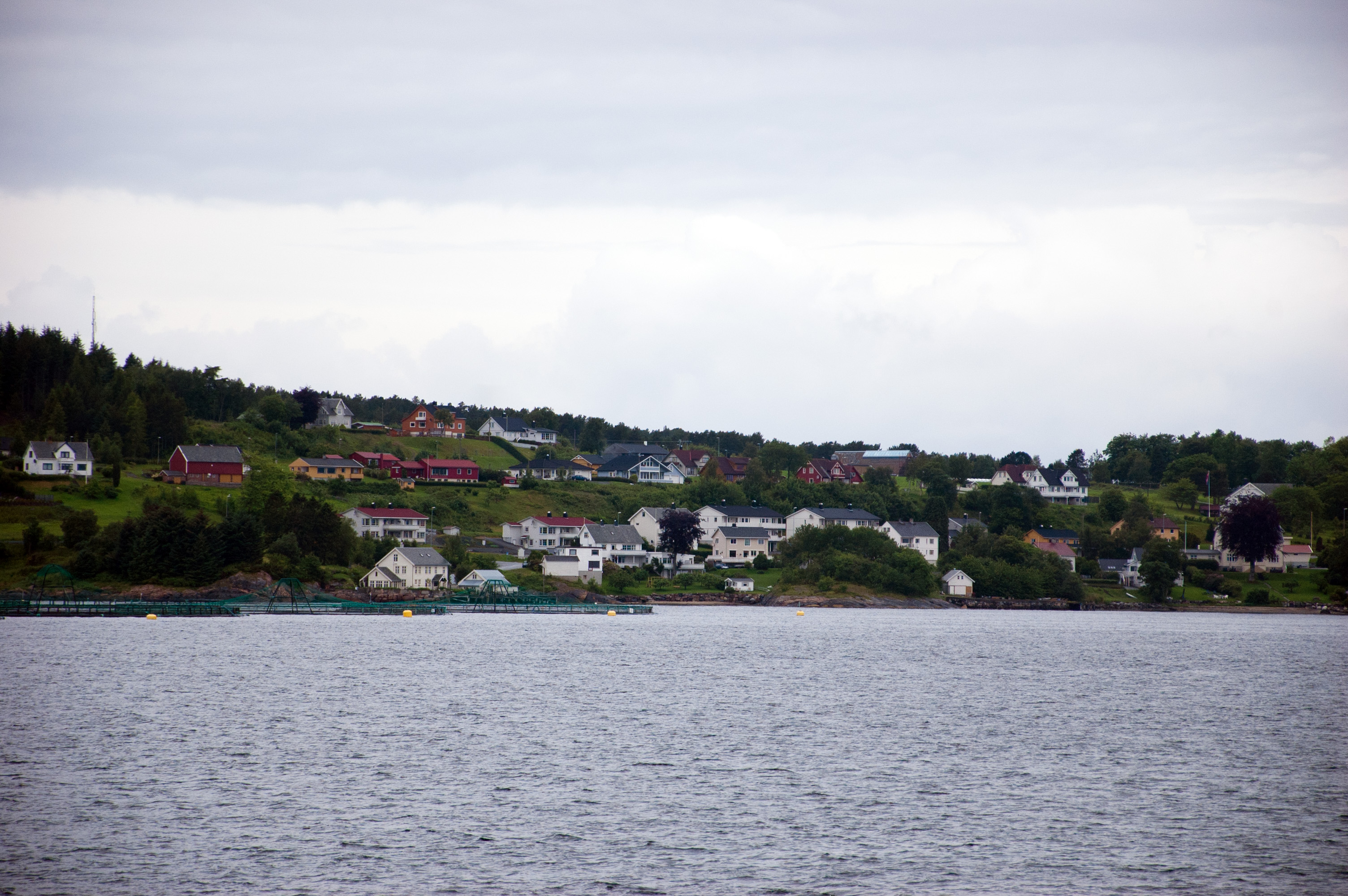
Blick auf die Ortschaft Aukrasanden auf Gossa

Die Kommune Aukra liegt an der norwegischen Westküste. Neben der Insel Gossa (auch Gossen) umfasst die Kommune ein kleineres Gebiet auf dem Festland sowie weitere kleinere Inseln. Aukra grenzt im Osten an die Kommune Hustadvika, im Süden an Molde und im Westen an Ålesund. Die Grenze zu Ålesund verläuft vollständig im Meer, die zu Molde und Hustadvika nur teilweise. Die Hauptinsel von Aukra ist größtenteils durch Moorflächen geprägt. Die Gesamtfläche der Kommune beträgt 60,66 km², wobei Binnengewässer zusammen 0,09 km² ausmachen.
Die Inseln der Kommune sind weitgehend flach. Der höchste Punkt der Hauptinsel Gossa erreicht eine Höhe von etwa 99 moh. Höhere Berge befinden sich auf dem Festland. Die Erhebung Eiskremheia auf der Grenze zu Molde stellt mit einer Höhe von 493 moh. den höchsten Punkt der Kommune Aukra dar.

## Einwohner
Die meisten Einwohner der Kommune leben auf der Insel Gossa. Auf dem Festland leben die Einwohner entlang der Küste. Die größte Siedlung auf dem Festland ist die Ortschaft Hollingen. Die Anzahl der Einwohner steigt seit Ende des Zweiten Weltkriegs nahezu stetig an. Lediglich in den 1980er- und 1990-Jahren stagnierte die Entwicklung. Zwischen 2005 und 2015 kam es durch den Ausbau der Verarbeitungsanlage für das Gasfeld Ormen Lange zu einem größeren Anstieg. In der Gemeinde liegen zwei sogenannte Tettsteder, also zwei Ansiedlungen, die für statistische Zwecke als eine städtische Siedlung gewertet werden. Diese sind Aukra mit 978 und Hollingen mit 777 der insgesamt 1227 Einwohner des Tettsteds (Stand: 1. Januar 2024).
Die Einwohner der Gemeinde werden Gossing genannt. Offizielle Schriftsprache ist wie in vielen Kommunen in Møre og Romsdal Nynorsk, die weniger weit verbreitete der beiden norwegischen Sprachformen.
| Jahr          | 1986 | 1990 | 1995 | 2000 | 2005 | 2010 | 2015 | 2020 | 2025 |
| ------------- | ---- | ---- | ---- | ---- | ---- | ---- | ---- | ---- | ---- |
| Einwohnerzahl | 2995 | 2967 | 2934 | 2978 | 3050 | 3196 | 3466 | 3509 | 3759 |

## Geschichte

### Ortsgeschichte
In der Kommune gibt es mehrere Funde von Hügelgräbern sowie von Siedlungen aus der Eisen- und Bronzezeit. Bei archäologischen Ausgrabungen, die von 2003 bis 2004 rund um den Bau der Verarbeitungsanlage für das Gasfeld Ormen Lange durchgeführt wurden, wurden zudem Wohnplätze aus der Steinzeit entdeckt.
Während des Zweiten Weltkriegs wurde von den deutschen Besatzern ein Flugplatz auf der Insel Gossa errichtet. Dieser wurde genutzt, um rund 800 der 2000 Einwohner unter Zwang umzusiedeln. Da sich auf der Insel jedoch viele deutsche Soldaten, Zwangsarbeiter und Kriegsgefangene aufhielten, hatte die Insel während des Kriegs rund 8000 Bewohner. Der von den Besatzern gebaute Flugplatz wurde nach dem Ende des Zweiten Weltkriegs kaum noch genutzt.

### Veränderungen der Gemeindegrenzen
Die Kommune Aukra entstand im Jahr 1837 im Rahmen der Einführung der lokalen Selbstverwaltung. Im Jahr 1867 wurde Sandøy mit 601 Einwohnern von Aukra abgespalten. Aukra verblieb nach der Abspaltung mit 2026 Einwohnern. Im Jahr 1924 wurde Aukra in Sør-Aukra mit 1395 und Nord-Aukra mit 1677 Einwohnern aufgeteilt. Von Nord-Aukra ging zu Beginn des Jahres 1964 ein kleinerer Teil mit insgesamt 77 Einwohnern an Molde über. Sør-Aukra wurde ein Jahr später mit einem Teil der Kommune Vatne zur Kommune Midsund fusioniert, die später ebenfalls in Molde aufging. Sør-Aukra brachte 1912 Einwohner nach Midsund ein, Vatne 334. Nord-Aukra erhielt im Rahmen der Auflösung von Sør-Aukra am 1. Januar 1965 den alten Namen Aukra zurück.
Im Rahmen der landesweiten Kommunalreform gingen zum 1. Januar 2020 die Insel Orta sowie einige unbewohnte Inseln an Aukra über. Die Inseln gehörten bis Ende 2019 zur Kommune Sandøy. Das restliche Sandøy ging in Ålesund auf.

## Wirtschaft und Infrastruktur

### Verkehr
Die Insel Gossa ist über eine Fährverbindung an das Festland im Osten angebunden. Diese führt etwas südlich der Ortschaft Aukra Richtung Hollingen. Richtung Westen führt eine Fährroute auf die Insel Orta sowie weitere Inseln in der Kommune Ålesund. Auf der Gossa verläuft an der Westküste der Fylkesvei 531, im Osten der Fylkesvei 530. Auf dem Festland führt der Fylkesvei 662 durch die Kommune Aukra. Die Straße stellt Richtung Südosten die Anbindung an die Stadt Molde her.

### Wirtschaft

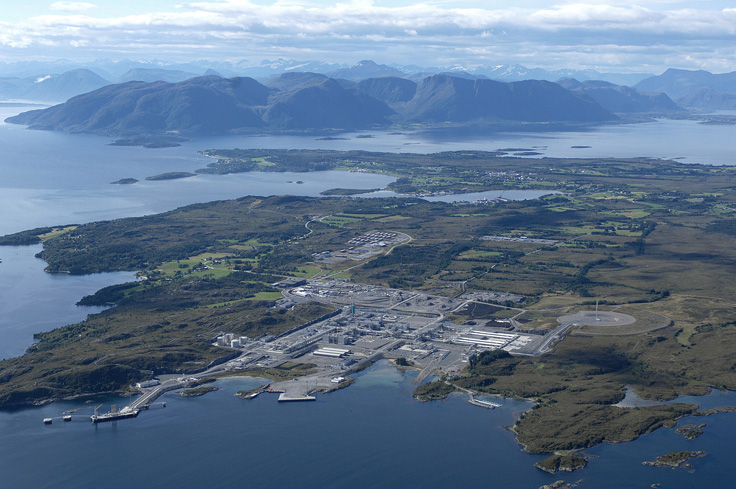
Luftfoto der Verarbeitungsanlage in Nyhamna

Im Bereich der Landwirtschaft ist vor allem die Rinderhaltung typisch. Landwirtschaftlich genutzte Flächen sind vor allem Weiden. Die Fischerei ist von eher geringerer Bedeutung, es wird jedoch Fischzucht betrieben. Für die Industrie ist die mechanische Industrie der bedeutendste Zweig. Viele Arbeitsplätze sind dabei auf den Bau von Schiffen und Ölplattformen zurückzuführen. Über Pipelines kommt am Gasterminal Nyhamna auf Gossa das Gas von den Gasfeldern Ormen Lange und Aasta Hansteen auf dem norwegischen Hauptland an. Von dort wird über die Langeled Pipeline Gas nach England geliefert. Die Pipeline wurde im Oktober 2007 vollständig in Betrieb genommen.
Im Jahr 2021 arbeiteten von rund 1700 Arbeitstätigen nur etwa 900 in Aukra selbst. Über 500 Personen pendelten in die Nachbarkommune Molde.

## Kirche

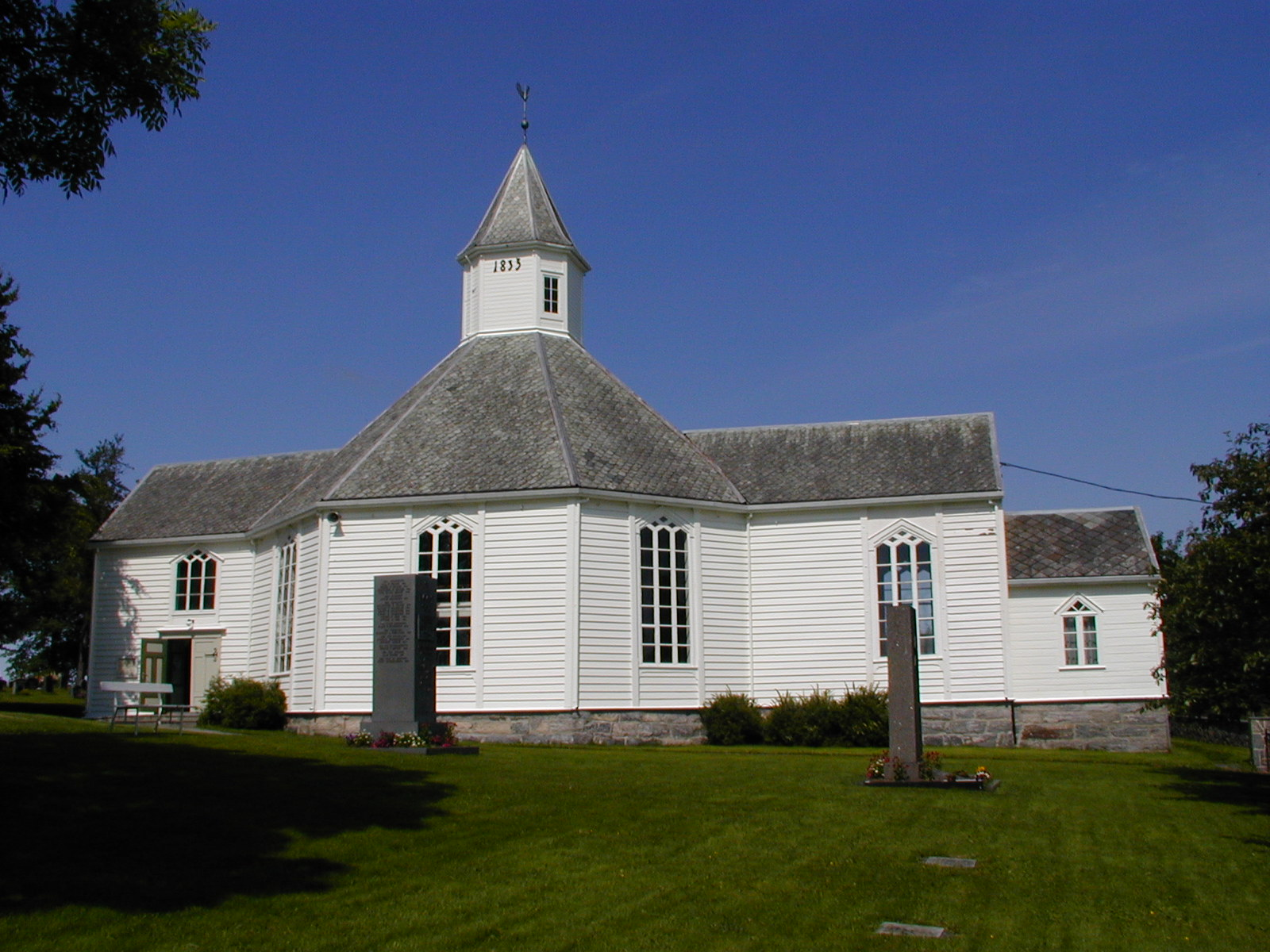
Aukra kirke

Die Aukra kyrkje ist eine Holzkirche aus dem Jahr 1835. Die Kirche hat einen achteckigen Grundriss. Sie steht in der Ortschaft Aukra auf Gossa.

## Name und Wappen
Das seit 1987 offizielle Wappen der Kommune zeigt zwei Goldringe auf blauem Hintergrund. Es stellt Armreifen aus dem Mittelalter dar und soll Zusammenhalt symbolisieren.
Aukra wurde um das Jahr 1430 als i Aukrene erwähnt. Teilweise wurde der Name auch Akerø geschrieben und deshalb fälschlicherweise vermutet, dass im Namen das Wort „øy“ (deutsch Insel) vorkommt. Der Name setzt sich allerdings aus „åker“ (deutsch Acker oder kultiviertes Land) und „vin“ (deutsch natürliche Wiese) zusammen.

## Persönlichkeiten
- Tore Aleksandersen (1968–2023), Volleyballtrainer
- Iver Andreas Horrem (* 1977), Beachvolleyballspieler